# 納布 (印第安納州)
納布（英語：Nabb）是位於美國印第安納州克拉克縣的一個非建制地區。該地的面積和人口皆未知。

## 地理
納布的座標為38°36′20″N 85°37′58″W / 38.60556°N 85.63278°W，而該地的平均海拔高度為213米（即699英尺）。